# Santo António de Manatuto

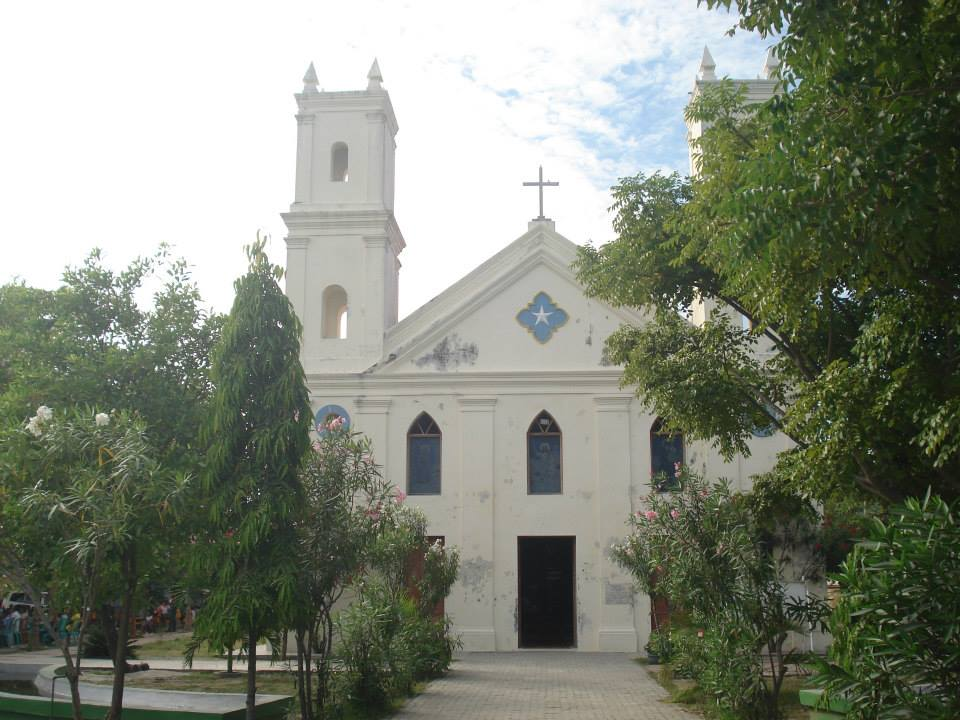
Santo António de Manatuto (2013)

Die Kirche Santo António de Manatuto ist dem heiligen Antonius von Lissabon geweiht. Sie steht nah der Küste, in der osttimoresischen Stadt Manatuto (Suco Sau). Die Kirche ist im kolonialen, portugiesischen Stil gehalten. Zwei rechteckige Türme umrahmen die Fassade des Eingangs. Auf dem dazwischen gelegenen Giebeldach thront über den Eingang ein Kreuz. Darunter befindet sich ein weißer Stern auf blauem Grund. Die Kirche gehört zum Bistum Baucau.

## Geschichte

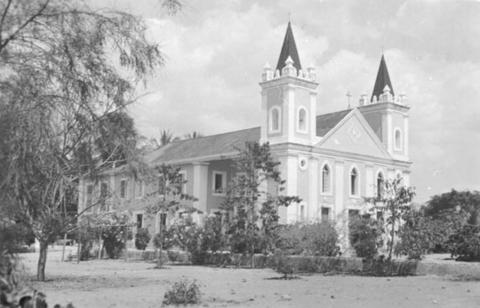
Die Kirche um 1940, noch mit den spitzen Turmdächern

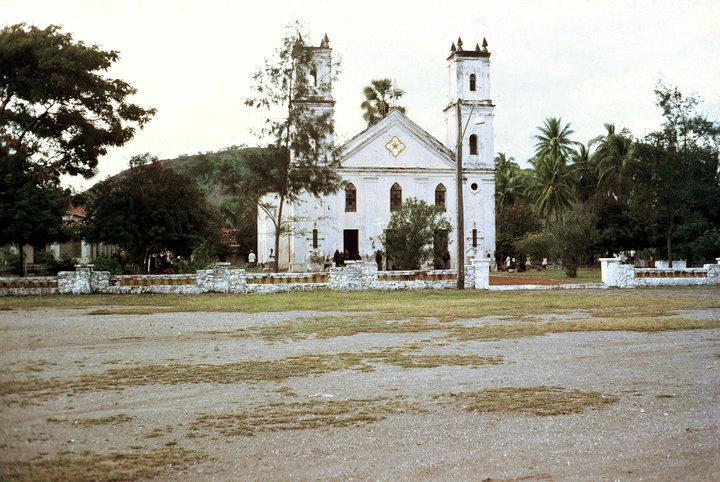
Die Kirche von Manatuto (Juni 1970)

Dem Dominikaner Manuel de Santo António gelang um 1700 die Bekehrung des Liurais von Manatuto. 1738 entstand hier das zweite Priesterseminar Timors nach dem Seminar in Oe-Cusse. Von 1769 bis 1877 hatte der Bischof für die Kolonie seinen Sitz in Manatuto anstatt in der Hauptstadt Dili.
Der Grundstein der Kirche wurde am 20. September 1880 durch Pater Gracez gelegt. Eingeweiht wurde sie im Januar 1886. 1936 und wieder nach dem Zweiten Weltkrieg 1950 wurde die Kirche unter Padre Ave Maria de Almeida renoviert. Dabei verschwanden die spitzen Dächer der Türme und es wurde stattdessen noch eine Etage daraufgesetzt. Weitere Renovierungen fanden 1986 unter Pater Augustinho da Costa und 2009 unter Pater Benedictus Randuno statt.
Am 13. Juni findet jährlich vor der Kirche das Fest des heiligen Antonius statt. Männer verkleiden sich als Vogelscheuchen mit einfachen Masken aus Pappe, Stoff oder Plastik und tragen Gewänder, die mit Stroh ausstaffiert sind. Teil des Festes sind auch Reiterspiele mit prächtig geschmückten Timor-Ponys. Außerdem treten Moradores und Schulkapellen auf.

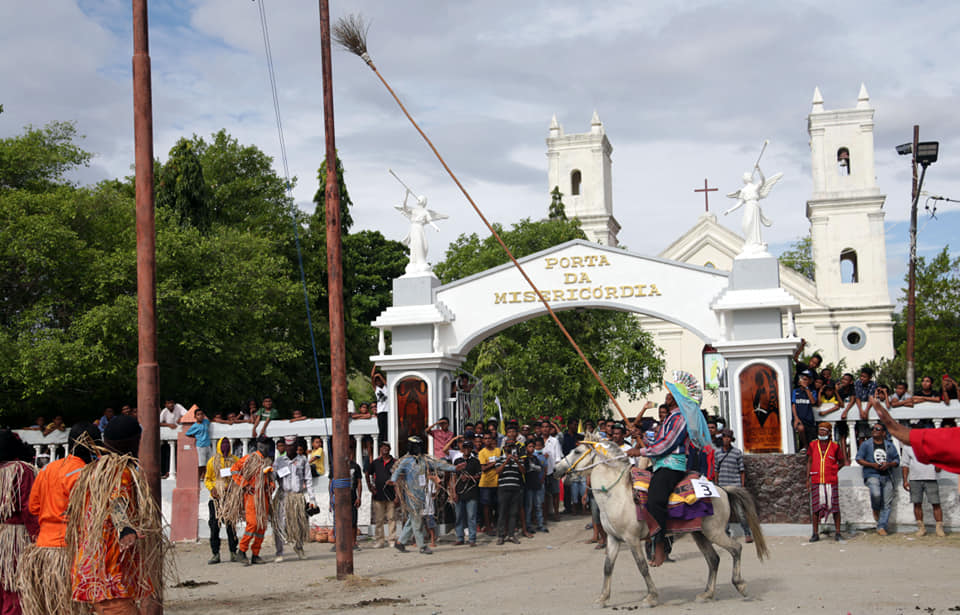
Reiterspiele vor der Kirche zum Antoniusfest (13. Juni 2022)
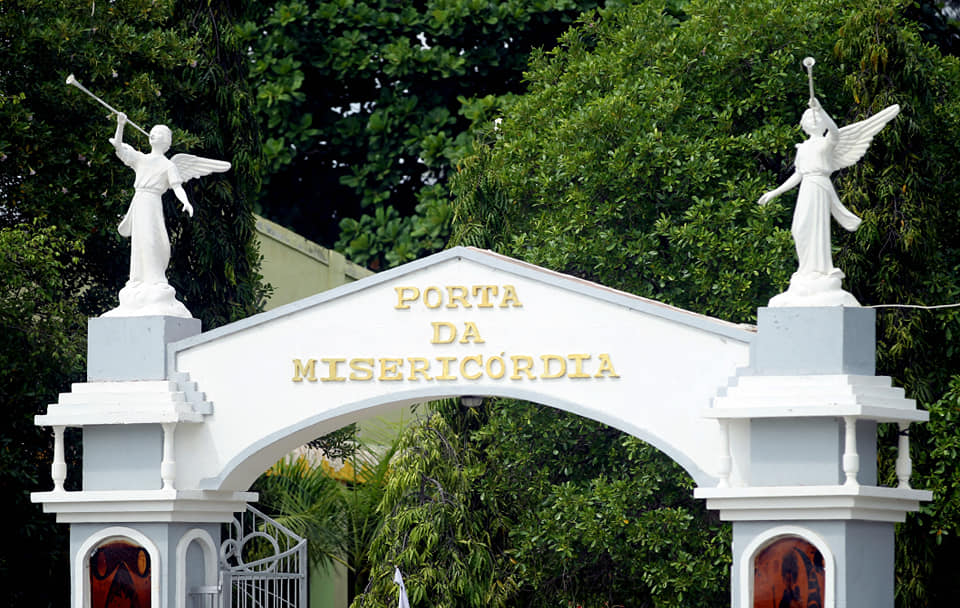
Eingang zum Kirchenvorplatz
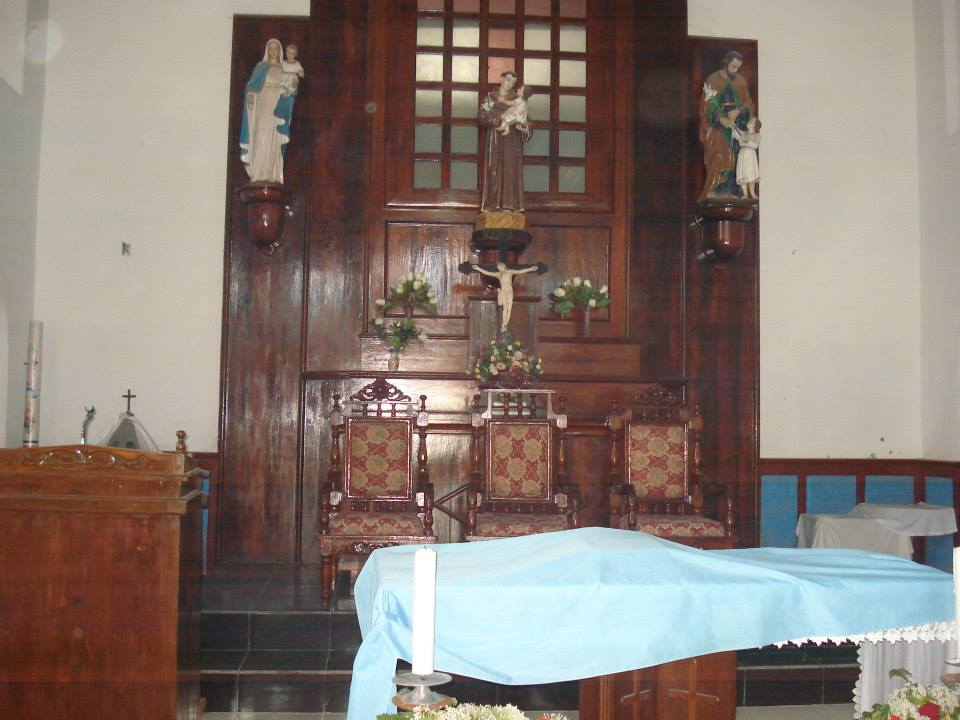
Altar
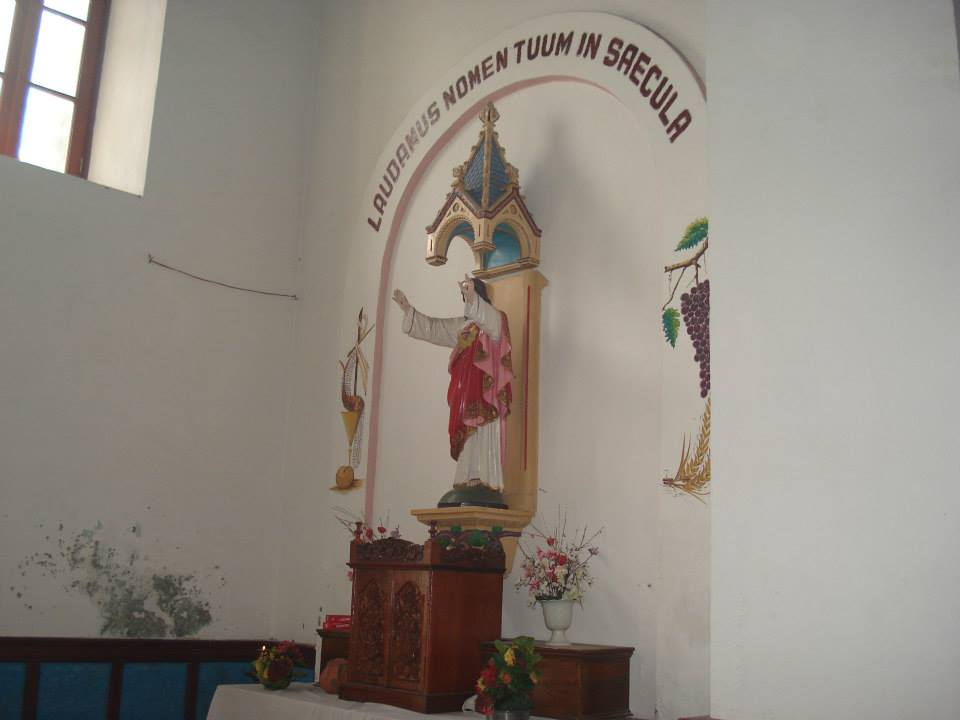
Jesusstatue
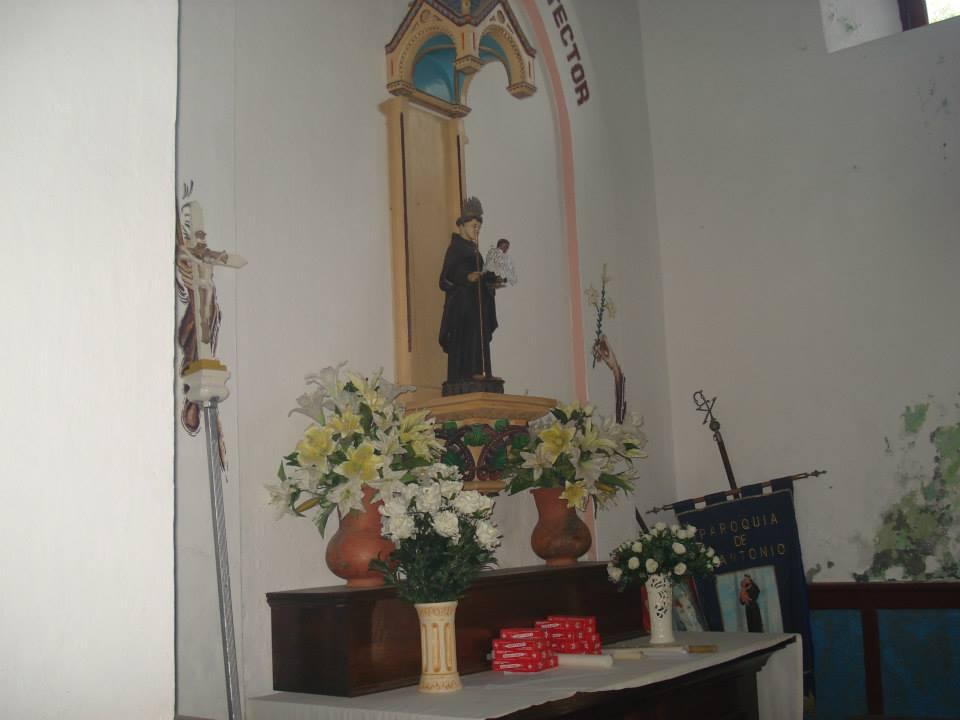
Die verehrte Antoniusstatue
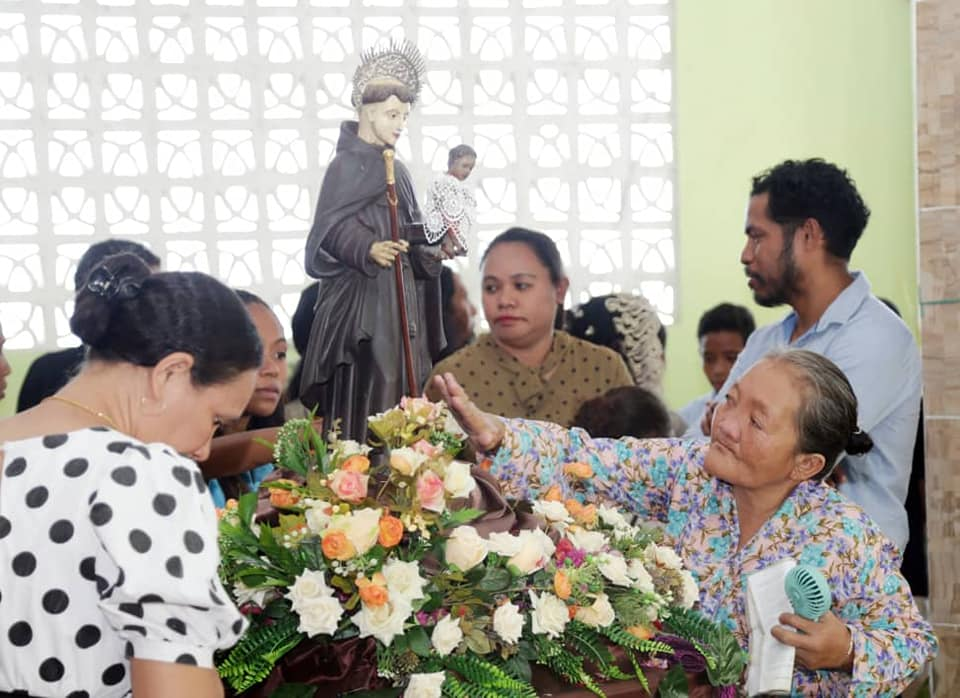
Schmücken der Statue zum Fest
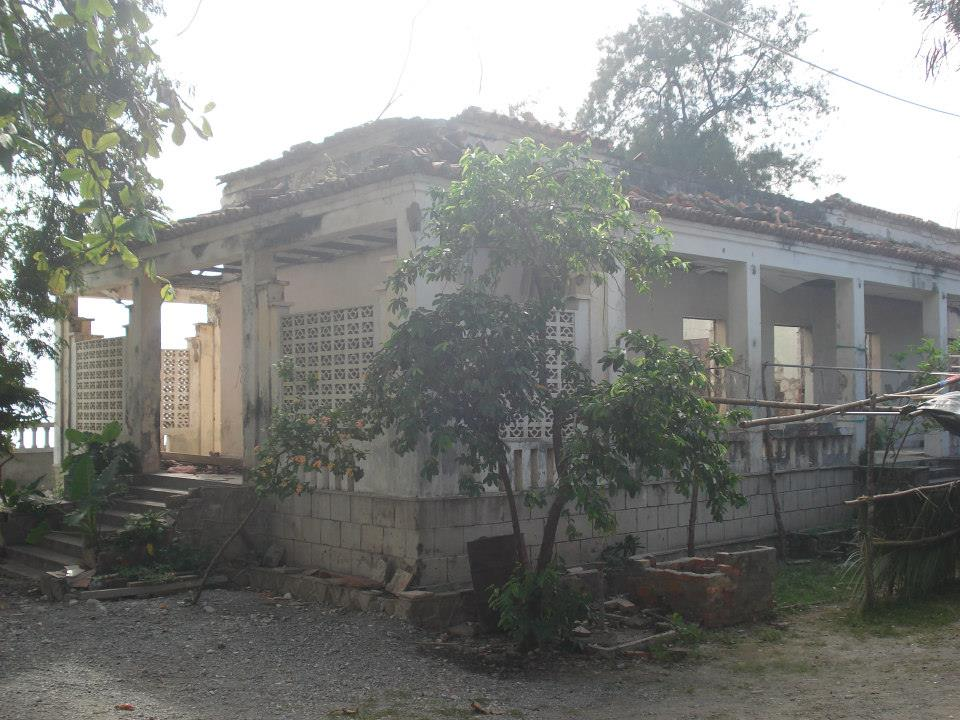
Ruine des Pfarrhauses (2013)
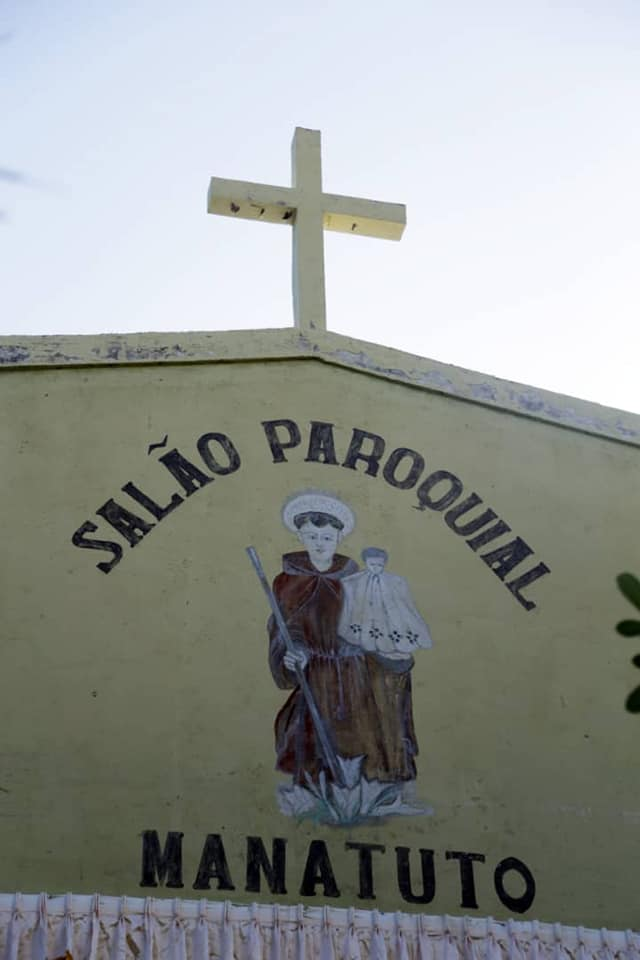
Pfarrsaal